# Rigsdagsbranden
 Der er for få eller ingen kildehenvisninger i denne artikel, hvilket er et problem. Du kan hjælpe ved at angive troværdige kilder til de påstande, som fremføres i artiklen.

Rigsdagsbranden er en brand, der brød ud i den tyske Rigsdagsbygning i Berlin den 27. februar 1933, blot en uge før valget til den tyske rigsdag. Branden blev en vigtig begivenhed i den nazistiske overtagelse af magten i Tyskland og etableringen af Nazi-Tyskland.
Branden opstod tilsyneladende flere steder i bygningen, og da politi og brandvæsen nåede frem, havde en stor eksplosion spredt ilden til rigsdagssalen. Den hollandske kommunist Marinus van der Lubbe gemte sig nøgen bag bygningen i færd med at stryge tændstikker mod den. Politiet mente, at attentatmanden var grebet på fersk gerning. Han blev i retten kendt skyldig og idømt dødsstraf.
Hændelsen var den direkte årsag til, at den tyske præsident Hindenburg dagen efter udstedte den såkaldte Rigsdagsbrandforordning ("Forordning af Rigspræsidenten til Beskyttelse af Folket og Staten"), der gav Rigskansler Adolf Hitler næsten uindskrænkede beføjelser til at fængsle enhver politisk modstander. Da den formodede attentatmand var kommunist, opstod mistanken om, at det kommunistiske parti var ved at planlægge et kup. Partiet blev forbudt fra 1. marts 1933 og måtte ikke stille op til valget.
Bl.a. i tyske aviser spredtes budskabet om, at der var tale om en kommunistisk sammensværgelse, der havde til formål at "skænde tyskernes koner og myrde deres børn."
Den 5. marts blev valget afholdt planmæssigt og gav det nazistiske parti 44 % af stemmerne, mens dets støtteparti, Deutschnationale Volkspartei, fik 8 %. Hermed kunne regeringen samle 52 %. Det var en skuffelse, da nazisterne havde håbet på 50-55% af stemmerne alene. De måtte ty til bestikkelse for at nå det nødvendige 2/3 flertal, der var krævet for at indføre Bemyndigelsesloven,[kilde mangler] der gav nazisterne med Hitler i spidsen en nærmest diktatorisk magt.
Senere har det været diskuteret, om det var nazisterne selv, der påsatte branden for at få et påskud til at fjerne kommunisterne. Da van der Lubbe blev taget på fersk gerning, hersker der ikke megen tvivl om hans deltagelse – spørgsmålet er blot, hvor stor den var, ikke mindst fordi branden opstod samtidigt flere steder.
I januar 2008, næsten 75 år efter branden, blev dødsdommen over van der Lubbe ophævet af Tysklands øverste statsadvokat.
- Rigspræsidentens og den tidligere royale loge, udbrændt.
- Plantegning af Rigsdagen.
- Luftfoto af Rigsdagen i 2004.